# Ukradený měsíc (Pekárek)
Ukradený měsíc je dětská opera o jednom dějství českého skladatele Jiřího Pekárka na libreto textařů Jiřího Bezruče a Milana Sýkory podle stejnojmenné knížky pro děti spisovatele Ludvíka Aškenazyho z roku 1956.
Jiří Pekárek (1933–2011) působil zejména jako hudební režisér Československého a poté Českého rozhlasu v Ostravě; skládal též populární hudbu. Libreto k Ukradenému měsíc mu napsali rovněž v Ostravě působící textaři Jiří Bezruč a Milan Sýkora. Jako rok vzniku opery se uvádějí roky 1988 a 1990; za normalizačního režimu by však bylo uvedení díla vycházejícího z knihy posrpnového emigranta Ludvíka Aškenazyho obtížné.
Děj odpovídá Aškenazyho povídce: Vavřinec a Filip, nezbední žáci a záškoláci ze Zelené Kupky loví v rybníce Rákosníku mřenky. Vidí, jak se v noci do rybníka chodí koupat Měsíc, a rozhodnou se ho ulovit a uvěznit, aby ho mohli ukazovat za peníze. Skutečně Měsíc lapí do sítě a odkutálejí do jeskyně v blízkém lese, načež zavalí vchod kamenem a nechají mu jen škvíru. Zmizení Měsíce vyvolá na zemi pozdvižení a kluci chtějí raději nepozorovaně Měsíc osvobodit, ale nemohou kámen odvalit; chodí ho alespoň navštěvovat. Když má nastat úplněk, vydá se do lesa dívka Anděla na obvyklou schůzku se svým milým Františkem. Nalezne Měsíc a osvobodí ho. Měsíc odletí zpět na oblohu a všichni, i Vavřinec s Filipem, se radují, že to dobře dopadlo.
Pekárkův Ukradený měsíc nese podtitul „spíše opera než muzikál a spíše pohádka než skutečnost“. Operní formu přitom připomíná zejména plně zpívaný text, hudba i libreto se pohybují v mezích středního proudu pop music 70. a 80. let 20. století.
Nahrávku Pekárkova Ukradeného měsíce nastudoval roku 1991 Orchestr Slezského divadla v Opavě vedený Oldřichem Bohuňovským a Koncertní sbor Permoník vedený Evou Šeinerovou. Titulní píseň shrnující příběh o pár let později nazpíval i Karel Novák s doprovodem Jazzového ostravského rozhlasového orchestru (JORO) vedeného Jiřím Urbánkem. Na druhou polovinu sezóny 1991/1992 bylo oznamováno uvedení této opery ve Slezském divadle Opava, avšak nedošlo k němu.
Aškenazyho pohádku, přepracovanou na libreto Vladimírem Mikešem, již dříve v roce 1966 zhudebnil skladatel František Kovaříček (1924–2003); jeho opera je však určena dospělým interpretům.